# Karnes
Karnes est une localité du comté de Troms, en Norvège.

## Géographie
Administrativement, Karnes fait partie de la kommune de Lyngen.